# Crustáceos cavernícolas
Os crustáceos são encontrados em diversos ambientes ao redor do mundo, desde fossas abissais até regiões glaciais, lagoas temporárias e desertos. Dentre toda a variedade de habitats nos quais os indivíduos deste subfilo podem sobreviver, ressaltamos nesse tópico as cavernas ou grutas.
Segundo Trajano e Bichuette (2006) , as cavernas podem abrigar grande biodiversidade, e para que sua compreensão e estudos tornem-se viáveis, é preferível que o ambiente seja segmentado em 3 diferentes áreas de acordo com sua proximidade e interferência com o meio externo: 1. Zona de entrada: caracterizada por ser a abertura da caverna para o meio externo, possui incidência direta de luz temperatura instável (embora sempre flutue menos que as do meio externo) devido à proximidade e portanto, influência do meio epígeo (meio externo à caverna). Essa zona possui biodiversidade mais elevada que as outras, visto que nela, a fauna cavernícola obrigatória e epígea se sobrepõe; 2. Zona de penumbra: com incidência indireta de luz e flutuações de temperatura menores do que na zona de entrada. A diminuição gradativa da luminosidade é acompanhada pelo desaparecimento progressivo das plantas verdes, das mais complexas (plantas com flores), até as menos complexas (musgos e algas, que são as últimas a desaparecer). A extensão desta zona pode variar de acordo com a época do ano e a posição da entrada em relação ao sol, determinando o quanto a luz penetra na caverna. A ocorrência de algas unicelulares, formando uma película verde nas paredes da caverna, delimita a extensão máxima desta zona; 3. Zona afótíca: onde a escuridão é total. Nessa zona, não há mais organismos fotossintetizantes, o que retira a base da maioria das cadeias alimentares, gerando escassez de alimento. Nela distinguem-se as zonas de temperatura variável, onde há flutuações de temperatura, mesmo que pequenas; e as zonas de temperatura constante, onde a temperatura mantém-se em torno da média anual externa da região, e a umidade relativa do ar geralmente está próxima de 100% .
O ambiente cavernícola é peculiar, como os produtores fotossintetizantes presentes no meio externo não conseguem sobreviver em certos locais desse ambiente, boa parte da produção de alimento é feita através de bactérias quimiossintetizantes, entretanto, essa fonte não seria suficiente para suprir toda a macrofauna desse ambiente. Assim sendo, o meio cavernícola é suplementado com alimento da região epígea, fragmentos de plantas, animais mortos, fezes e outras fontes alimentares são levadas para o meio interno através da chuva, que pode gerar um fluxo de água para o interior da caverna, ou levar os nutrientes dissolvidos através de fendas nas rochas .
Os crustáceos, juntamente com outros grupos de invertebrados representam boa parte da fauna presente dentro dos ambientes cavernículas, há registros de camarões, aeglas, caranguejos, isópodes, anfípodes e outros crustáceos habitando essa região, sendo que em geral, esses organismos apresentam características troglomórficas, termo que será explicado a seguir .

## Ecologia

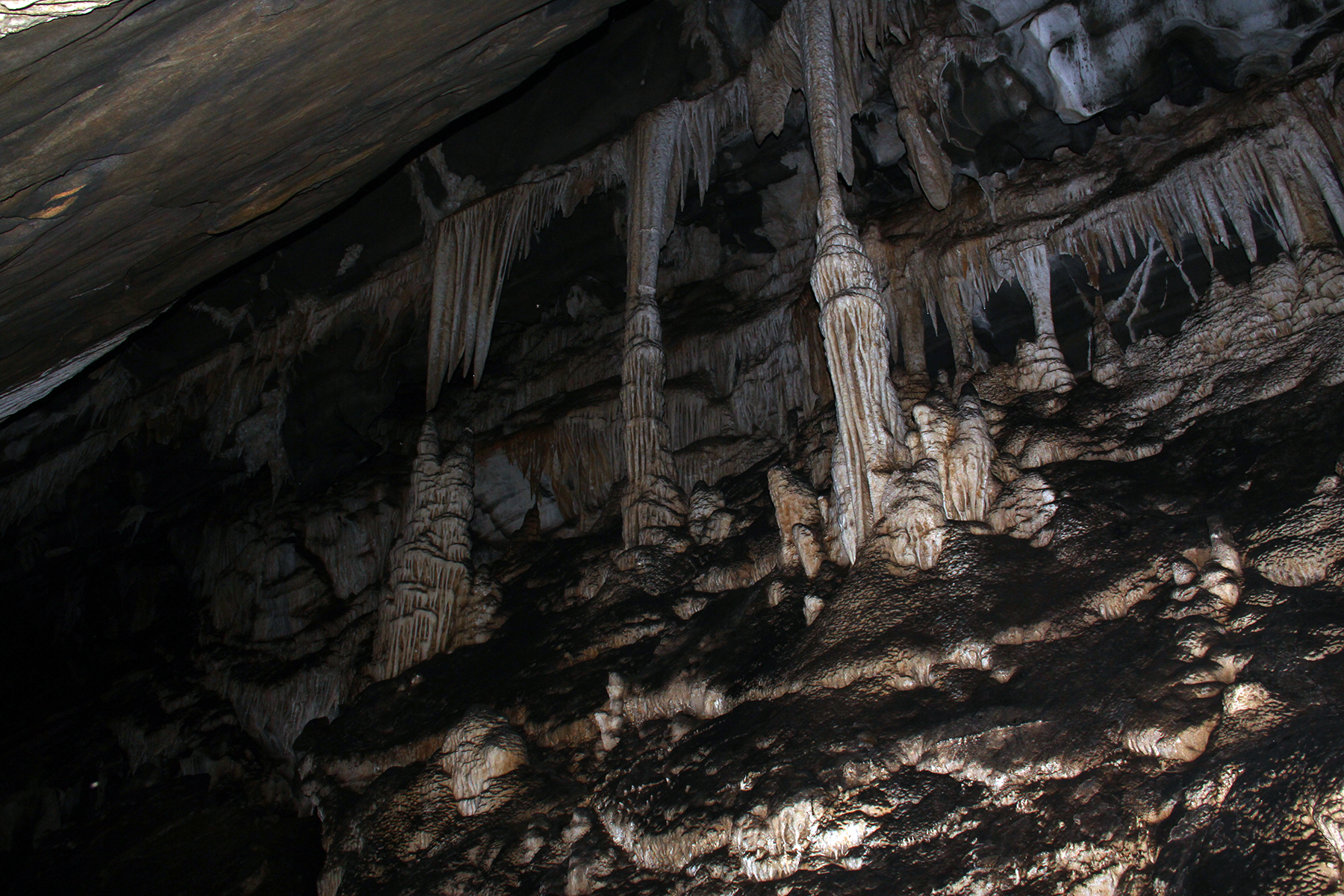
Caverna no PETAR - local de incidência de crustáceos cavernícolas no estado de São Paulo.

Os organismos que encontram-se dentro do ambiente cavernícola podem ser classificados através do sistema Schiner-Racovitza , no qual os animais estão nesse ambiente pois de fato o habitam, chamados, então, cavernícolas, ou adentraram a caverna por acidente e não possuem capacidade de sobreviver em tal ambiente por grandes períodos, caso em que são chamados acidentais.
Os organismos classificados como cavernícolas, podem ser alocados em três diferentes grupos: Trogloxenos, espécies habitualmente encontradas em cavernas ou ambientes similares, devendo retornar periodicamente ao meio epígeo (ou mesmo à área referente a zona de entrada). A situação que mais obriga os trogloxenos a saírem do meio cavernícola é a escassez de comida e os maiores representantes desse grupo são vertebrados como morcegos e serpentes; Troglófilos, espécies cavernícolas facultativas, podendo viver e reproduzir-se tanto no meio hipógeo (meio interno da caverna) como no epígeo, em micro-habitats escuros e úmidos. Espécies troglófilas são as mais comumente encontradas em cavernas e a maior parte dos invertebrados cavernícolas brasileiros encontram-se nesse grupo; Troglóbios, espécies restritas ao meio subterrâneo e que normalmente apresentam certas especializações, denominadas troglomorfismos. Existe ainda, o termo Estigóbio cunhado para classificar as espécies aquáticas restritas ao meio subterrâneo, incluindo cavernas e meio freático. (Trajano e Bichuette - 2006) .

## Aspectos evolutivos
A evolução ocorre de diferentes formas nas mais diversas situações, sendo um processo contínuo ao longo do tempo, os ambientes cavernícolas não são exceção, representam ambientes com pressões seletivas que favorecem a afirmação e perda de características em diversos táxons, neste habitat o que vemos é um recorte instantâneo dos processos evolutivos com idades e velocidades diferentes dependendo do animal observado.
A evolução regressiva ou evolução degenerativa é a forma que os especialistas em organismos cavernícolas vem se relacionando com as adaptações gerais que afetam os troglóbios. Frequentemente essas características dizem respeito a diminuição ou perda de estruturas fotorreceptoras, como os olhos e a pigmentação. Entretanto, vale ressaltar que essa forma de evolução faz referência a estruturas específicas, não abarcando o organismo como um todo.
Há ainda o desenvolvimento de caracteres construtivos, ou seja, caracteres cujo estado nos troglóbios representa um maior estágio de desenvolvimento ou aperfeiçoamento que nos parentes epígeos (organismos que vivem no meio epígeo), essa característica é chamada de compensação sensorial e abarca a complexificação de características que não estão relacionadas com o sistema visual (quimiorrecepção, mecanorrecepção, eletrorrecepção). O maior desenvolvimento dessas características frequentemente está associado com o aumento ou modificação das unidades sensoriais onde as unidades se inserem, tal como sensilas nas antenas. O alongamento dos apêndices é visível em diversos crustáceos, tal como a Aegla, característica que é acompanhado pelo adelgaçamento do corpo, fazendo com que as espécies troglóbias aparentem ser mais frágeis que seus parentes epígeos.
Outra característica importante é que as populações de troglóbios costumam ser pequenas, todavia o motivo para essa baixa concentração não é muito bem conhecida até o momento.
No que tange a economia de energia, observamos que os troglóbios possuem adaptações a disponibilidade de nutrientes no ambiente que muitas vezes é escasso ou disponibilizado de forma aleatória. Essas adaptações vão desde a produção de ovos grandes até a maturidade tardia e a alta longevidade quando comparados com espécies aparentadas que vivem no meio epígeo. Essas adaptações permitem que menores quantidades de nutrientes sejam gastos, utilizando menos energia por unidade de tempo, o que os caracteriza como portadores da estratégia K de sobrevivência.
A diminuição do metabolismo também foi evidenciada em diversos crustáceos, desde anfípodes até isópodes aquáticos. Essa característica permite menor consumo de oxigênio, que é proporcional à queima de nutrientes essenciais para as funções vitais do organismo. Isso significa que em tempos de seca, nos quais a suplementação de nutrientes pelo meio epígeo é diminuta, esses organismos conseguem resistir a mais tempo em inanição que seus parentes epígeos .

## Diversidade

### Ordem Amphipoda

#### Família Artesiidae
Spelaeogammarus
Na década de 70 com a exploração de cavernas na estado da Bahia, foi descoberto um novo gênero de anfípodes cavernícolas, Spelaeogammarus. S. bahiensis  foi a primeira espécie descrita (da Silva Brum, 1975), encontrada em uma caverna próxima de Curaçá, capital de Patamuté. Após esse evento, novas espécies vêm sendo descritas, a última em 2014, totalizando cinco espécies, apresentando distribuição nas cavernas organizadas linearmente por uma distância de 1200 km, contudo, cada uma em sistemas cársticos descontínuos e isolados.
Os organismos encontrados possuíam traços troglomórficos marcados, como ausência de olhos e apêndices longos, além disso apresentam variação na coloração das diversas espécies: S. spinilacertus e S. trajanoae possuem cor cinza-amarelado, S. bahiensis marrom escuro, S. santanensis e S. titan esbranquiçados e quase transparentes. S. titan apresenta o maior tamanho  da espécie, medindo 18,3 mm. S. santanensis mede 13,6 mm, e as demais medem cerca de 11 mm.
Megagidiella
Megagidiella azul (Koenemann & Holsinger, 1999) é uma espécie de anfípode cavernícola da família Artesiidae endêmica do Brasil cujos indivíduos são relativamente grandes, atingindo 16,2 mm. Tanto o gênero quanto a espécie foram descobertos na região mais interna da Gruta do Lago Azul, noroeste de Bonito, no estado do Mato Grosso do Sul. Depois, a espécie foi identificada também em outras cavernas adjacentes de Bonito, como a Gruta do Mimoso. Neste mesmo lago ocorre o Potiicoara brasiliensis (Pires, 1987), um pequeno crustáceo cavernícola da ordem Spelaeogriphacea.

#### Família Mesogammaridae
Potiberaba
A única espécie do gênero Potiberaba, presente apenas na Caverna Três Lagos, em Felipe Guerra, Rio Grande do Norte, Potiberaba porakuara foi descoberta em 2013 (Fišer, Zagmajster & Ferreira, 2013).
A etimologia do nome dado ao gênero refere-se à palavra “Potiberaba”, que em Tupi-Guarani significa camarão transparente, duas características que se refletem no holótipo da espécie, a qual além de ser visualmente semelhante a um pequeno camarão, medindo apenas 3,5mm, possui também aspecto incolor e ausência de olhos, dois dos mais comuns troglomorfismos.

#### Família Seborgiidae
Seborgia
Seborgia potiguar é uma espécie brasileira também descoberta em 2013 (Fišer, Zagmajster & Ferreira, 2013) e presente somente na Caverna da Água, em Governador Dix-Sept Rosado, Rio Grande do Norte. Os indivíduos dessa espécie são definidos como robustos e compactos, medindo cerca de 1,5mm, e se movimentam rastejando no sedimento orientados verticalmente, os troglomorfismos exibidos por esses organismos são a ausência de coloração corpórea e dos olhos.

#### Família Hyalellidae
Hyalella
O gênero Hyalella possui seis espécies cavernícolas brasileiras conhecidas.

Hyalella veredae encontrado por Cardoso e Bueno, 2014 em Minas Gerais.

Hyalella caeca (Pereira, 1989), é encontrada apenas na Gruta Tobias de Baixo, caverna  do município de Iporanga, São Paulo, no PETAR (Parque Estadual Turístico do Alto Ribeira). É uma espécie pequena  de 6 mm, sem olhos, que figurava como Vulnerável no  “Livro Vermelho” do Ministério do Meio Ambiente e IBAMA na sua versão de 2002, sendo o único crustáceo não-decápodo desta lista, entretanto foi retirado da lista na sua atualização em 2014.
Outra espécie cavernícola descrita é a Hyalella epikarstica (Rodrigues & Bueno, 2014), coletada na caverna Areias de Cima,  em Iporanga, a qual mede 4 mm, e não possui olhos. No entanto, diferentemente da H. caeca, lótica, esta espécie habita o epicarste, definida como a interface heterogênea entre o material não-consolidado que está parcialmente saturado com água. No caso da caverna em questão, os espécimes habitam compartimentos encharcados “acima do nível da água” das cavernas.
Existe ainda, o Hyalella spelaea (Bueno & Cardoso, 2011). Coletada na Gruta da Toca, em Itirapina, São Paulo, mede 4,4 mm. Possui olhos, embora reduzidos.
Em 2014 foram descritas mais duas espécies: Hyalella veredae (Cardoso & Bueno, 2014), da Caverna Vereda da Palha, em Presidente Olegário, Minas Gerais, a qual mede 5 mm, e tem olhos reduzidos ou ausentes. Já Hyalella formosa (Cardoso & Bueno,  2014) mede 6 mm e  foi coletada na Caverna Andorinhas, em Ponta Grossa, Paraná.

### Ordem Decapoda

#### Família Aeglidae
Aegla
No Brasil, os Aeglas estão distribuídos nas cavernas do complexo PETAR e do Parque Estadual Intervales, ambos localizados no sul do estado de São Paulo. Aeglas são comuns nos riachos, sendo que quatro das espécies presentes nos Parques são encontradas tanto em ambientes epígeos quanto em cavernas (A. paulensis, A. strinatii, A. marginata e A. schmitti).
Outras quatro espécies são troglóbias, com características troglomórficas marcantes, como despigmentação geral do corpo, dimensões reduzidas das córneas e dos pedúnculos oculares, e maior tamanho dos apêndices locomotores em comparação com as espécies de ambientes epígeos.  O estado atual de conservação dessas espécies é preocupante, em vista do declínio populacional observado no passado recente, do alto endemismo das espécies e por se tratar de um ambiente singular e frágil, cuja comunidade animal depende fortemente do aporte de nutrientes de origem do meio epígeo. As quatro espécies troglóbias são descritas a seguir:
- Aegla microphthalma: esta espécie apresenta características troglomórficas bastante pronunciadas, conhecida como “Égla Branca” devido à acentuada despigmentação do corpo. Apresenta redução mais acentuada dos pedúnculos oculares, e córneas ausentes. Seu nome significa "olhos pequenos" em grego. Ocorre apenas na Caverna Santana, no PETAR, nas áreas mais afastadas da zona de entrada da caverna e de difícil acesso.
- Aegla cavernicola: a ocorrência desta se dá apenas nas cavernas contíguas do Sistema Areias, localizado no PETAR. Seu nome significa "habitante de cavernas" em grego. Os indivíduos dessa espécie são adaptados exclusivamente à vida em ambiente subterrâneo de caverna. A biologia da espécie é praticamente desconhecida e sabe-se que a espécie exibe hábitos crípticos que se asemelham aos de organismos de ambientes epígeos e que o pico reprodutivo ocorre nos meses secos e frios do inverno. Ocorria desde próximo da entrada (sumidouro) da Caverna Areias de Baixo, porém atualmente restringe-se a um trecho após a transposição de um sifão localizado aproximadamente a 700 metros da entrada da caverna.
- Aegla leptochela: espécie com distribuição conhecida restrita a Caverna dos Paiva, localizada no Parque Estadual Intervales, município de Iporanga, São Paulo, onde ocorre em simpatria com a espécie troglófila Aegla marginata. Possui coloração alaranjada, especialmente nos pereiópodos. Seu nome significa "garras delgadas" em grego.[14]
- Aegla charon: a distribuição conhecida desta espécie é restrita ao "Lago Subterrâneo" núcleo Bulhas D´Água, localizada no Parque Estadual Intervales, município de Guapiara, São Paulo.  É a única espécie subterrânea conhecida de Aegla a habitar um ambiente lacustre. Seu nome é inspirado no personagem mítico grego Charon (Caronte), o barqueiro do submundo que transporta a alma dos mortos através do Rio Styx.[15] Os indivíduos dessa espécie possuem hipopigmentação menos marcada no corpo e a área pigmentada da córnea mostra-se somente discretamente reduzida, semelhante ao que é notado em A. leptochela. Além disso, os machos têm uma característica bastante marcante, que é a presença de pleópodes no abdômen, sendo que quase todas as demais espécies de Aegla não a possuem, com exceção a espécie epígea A. perobae.

### Ordem Oniscidea
Os oniscídeos troglóbios em geral, apresentam redução dos olhos e da pigmentação, alongamento dos apêndices (antenas e pereópodes), redução do metabolismo e da fertilidade e um aparelho respiratório do tipo primitivo.
Existem três tipos morfológicos de Oniscidea cavernícolas:
- “triconisciano” ou “filosciano”: É o tipo mais comum, cujos membros são caracterizados por um corpo muito alongado, com o pléon estreitado em relação ao péreon e raramente ultrapassando um centímetro; representantes nas famílias Trichoniscidae e Philosciidae.
- “onisciano” ou “porcelionóide”: Os membros possuem corpo alargado e pléon em continuidade com o péreon; representantes nas famílias Oniscidae e Porcellionidae.
- “cylisticiano” ou “armadiliano”: Os membros desse grupo possuem capacidade de volvação (enrolamento do corpo em forma de bola); representantes nas famílias Cylisticidae e Armadillidae.

#### Família Philosciidae
Leonardoscia
Esse gênero inclui apenas a espécie Leonardoscia Hassali encontrada na Caverna Leonardo da Vinci, na cidade de Altamira, Pará. Esta espécie, cujo nome presta homenagem ao Prof. Mark Hassall, importante contribuinte nos estudos sobre Oniscidea, possui comprimento máximo de 2,5 mm, corpo incolor e olhos reduzidos compostos por quatro omatídeos.
Hawaiioscia
O gênero Hawaiioscia, descrito em 1973 possui quatro espécies consideradas troglóbias, todas endêmicas do Havaí, EUA: Hawaiioscia parvituberculata, Hawaiioscia rotundata, Hawaiioscia microphthalma, e Hawaiioscia paeninsulae. As principais características troglomórficas das espécies desse gênero são a ausência de olhos e da pigmentação corporal.

#### Família Oniscidae
Oroniscus
Existem, neste gênero, cerca de dez espécies, das quais ao menos três podem ser consideradas troglóbias: Oroniscus dalmaticus, Oroniscus meledensis e Oroniscus stentai. As três espécies são originárias da região da Dalmácia, Croácia.
Porcellio
Algumas espécies desse gênero podem ser encontradas vivendo em cavernas do Kartchner Caverns State Park na cidade de Benson, EUA, principalmente na zona de entrada havendo recorrente recolonização pela superfície, o que leva a crer que os indivíduos são, na verdade, cavernícolas acidentais, e não troglóbios de fato.